# 岡見京

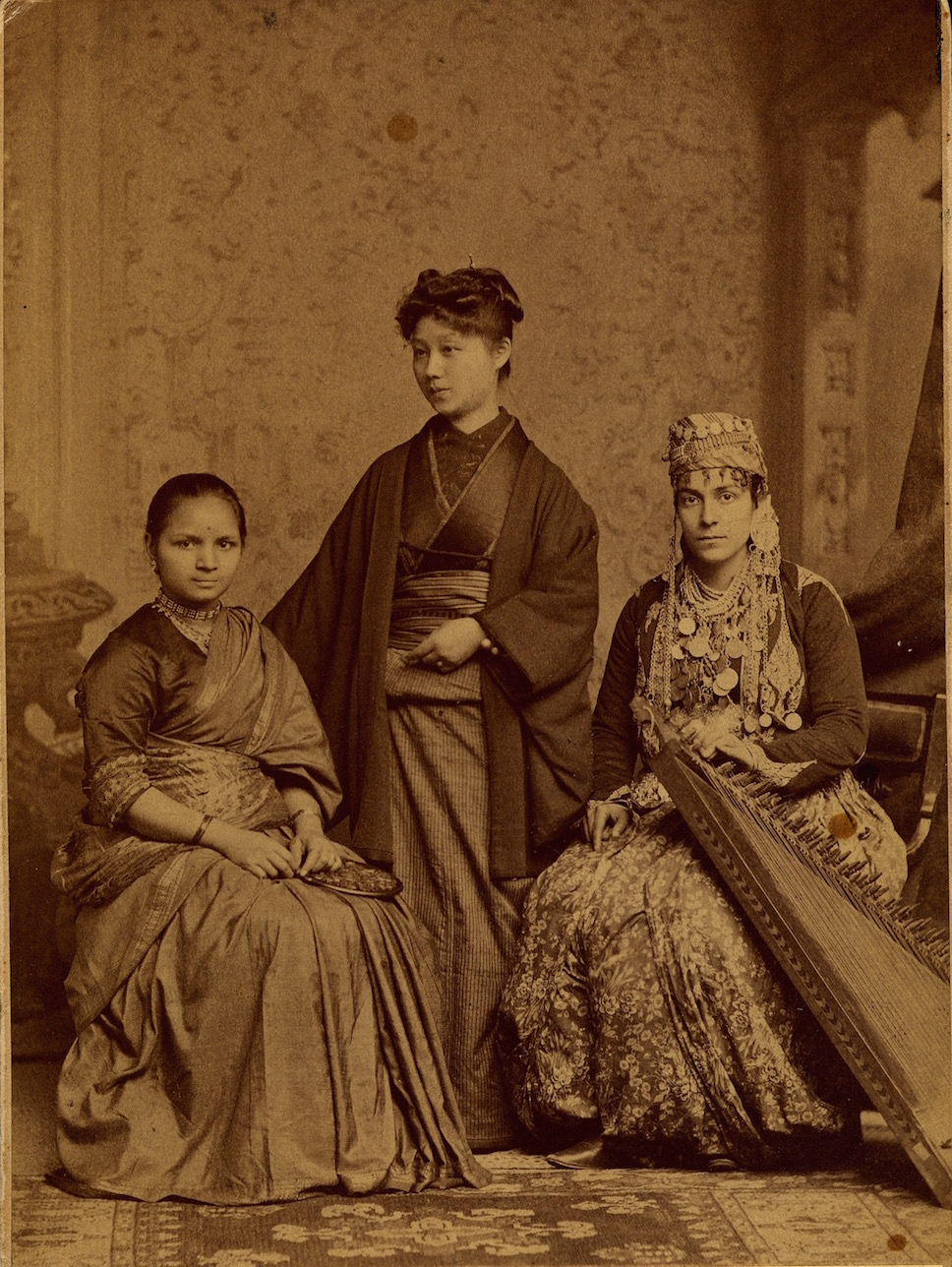
同医科大学で学んでいた、インド人ヒンドゥー教徒Anandi Gopal Joshiとシリア人イスラム教徒Sabat Islambouliと岡見（中央）。1885年

岡見 京（おかみ けい、1859年9月11日（安政6年8月15日） - 1941年（昭和16年）9月2日）は、日本出身の医師。ペンシルベニア女子医科大学卒業。日本で初めて外国の医学校を卒業した女性、あるいは日本初の女性の医学博士として知られる。岡見京子（おかみ けいこ）、岡見ケイ子、おかみ きょうことも。戸籍名はけい。旧姓西田。
日本で宣教していたメアリー・トゥルーの影響を受けてキリスト教に基づく医療を志し、衛生園開業でもトゥルーの協力を得た。

## 生い立ち・経歴
南部藩の商人の父、西田耕平の娘として生まれる。一家は明治維新後上京して貿易商を営んだ。母みよは武家の出で、京は幼少時、しばしばその江戸藩邸で過ごした。横浜共立女学校に入学し在学中に横浜海岸教会で受洗、このときの級友に福沢諭吉の娘がいる。さらに竹橋女学校で英語を学び、1881年に英語教師として桜井女学校に就職。通っていた麹町教会を通じて知り合った頌栄女学校の絵画教師で資産家の岡見千吉郎と1884年に結婚。夫や母校の教師でもあった米国長老教会派遣宣教師メアリー・トゥルーの影響を受けて、京は貧民伝道に取り組み、彼らへの医療活動の必要性を感じて医師免許取得のため海外への留学を目指すようになる。
1884年ミシガン農科大学で学ぶためにアメリカ合衆国に渡航した夫・千吉郎に続いて渡航し、クエーカー系のペンシルベニア女子医科大学で学び、四年後にM.D.の学位を得る。フィラデルフィアではキリスト友会婦人外国伝道協会会長でありクエーカ教徒の慈善家で富豪のモリス家夫妻の後見を得た。
1989年3月に卒業して夫ともに5月に帰国し、8月に医籍登録をして医術開業免許状が授与された（女性登録者として5番目）。東京慈恵医院に雇われ、1890年から産婦人科あるいは婦人小児科の主任を務めたが、1892年に辞職。理由は明治天皇（皇后とも）の同医院訪問の際、主任医師として京が案内する予定だったが、女性であることを理由に辞退を求められたことに対する抗議と言われている。辞職後は自宅で医院を開業のほか、岡見家が経営する頌栄女学校の教頭を務めた。
宣教師メアリ・トゥルーの立案で女性のための療養所と看護学校設立が計画され、夫ともにその準備に関わり、モリス夫妻の援助も得て、1893年に新宿角筈に結核療養施設「衛生園」と看護婦養成所を開設、京が園長となった。しかし、伝道会の意向により入院料がかなり高額なうえ、利用者は外国女性や宣教師に限定されたため、やがて経営的に立ちいかなくなり、フィラデルフィアからの資金援助が打ち切られた1906年に廃業した。以後家庭に入り、岡見家の頌栄幼稚園園長を務めたほか、女子学院でも英語と生理学を教えるなどしたのち、乳癌で死去。

## 私生活・家族
岡見はミッションスクールの横浜共立女学校在学中に洗礼を受け、夫とともにキリスト教徒だった。同郷でやはりキリスト教徒の新渡戸稲造と親しくした。
夫の岡見千吉郎 (1858-1936)は頌栄女学校創立者岡見清致の弟。新渡戸稲造と同船で渡米し、ミシガン州ランシングにある農科大学に入学。岡見家は千吉郎を含めて兄弟4人を同時に米国に留学させるほど裕福な家庭であった。千吉郎は16歳から英国人ヘントンから普通学を学び、18歳で工部大学校美術科に入学し同年受洗、のちに品川台教会の長老に選ばれ、京と知り合い結婚した。京とともに衛生園の開業と経営に尽力し、園内に作った長老派レバノン教会の長老も務めた。
娘・メリモリス（通称メレー)はソプラノ歌手を目指していたが乳がんに冒され、23歳で早世した。息子に岡見聞多（南日本製糖代表取締役）、岡見清二（武田薬品副社長）を持った。孫（聞多の長男）に岡見吉郎（北海道大学教授）がいる。
千吉郎の弟には農学者で目黒の自然園を開設した岡見彦蔵がいる。